# 空中機動偵察司令部 (韓国空軍)
空中機動偵察司令部（くうちゅうきどうせんとうしれいぶ、朝鮮語: 공중기동정찰사령부、英: ROKAF Air Mobility & Reconnaissance Command）は、大韓民国空軍の司令部単位の一つで、烏山空軍基地に所在する。空軍少将が司令官に充てられている。
2010年12月23日に編成された空軍北部戦闘司令部から2015年7月1日に改編された。目的としては空軍作戦司令部の負担を軽減させるため、上級司令部と作戦実施部隊との中間司令部として機能することであり、輸送機、偵察機、練習機等を所掌する。なおT-50、TA-50など戦闘機の高等訓練を行う機体は空中戦闘司令部に属している。

## 編制
- 第3訓練航空団
- 第5空中機動航空団
  - 空軍戦闘統制班（朝鮮語版）
- 第15混成航空団
- 第39偵察航空団[2]
- 第6探索救助飛行戦隊
- 第51航空管制飛行戦隊 - E-737
- 第28飛行戦隊 - An-2